# Liste der brasilianischen Umweltminister
Die Liste der brasilianischen Umweltminister enthält alle bisherigen Minister des brasilianischen Umweltministeriums, des Ministério do Meio Ambiente ab 1973.
Das Umweltministerium hat seinen Sitz in der Hauptstadt Brasília.

## Amtliche Bezeichnungen
Die Amtsbezeichnungen wechselten seit Gründung des Ressorts im Jahr 1973:
- 1973 bis 1985: Secretaria Especial do Meio Ambiente (beim Innenministerium)
- 1985 bis 1986: Ministério do Desenvolvimento Urbano e Meio Ambiente (Ministerium für Stadtentwicklung und Umwelt)
- 1987 bis 1988: Ministério da Habitação, Urbanismo e Meio Ambiente
- 1988 bis 1989: Secretaria Especial do Meio Ambiente
- 1990 bis 1992: Secretaria do Meio Ambiente da Presidência da República
- 1992 bis 1993: Ministério do Meio Ambiente
- 1993 bis 1995: Ministério do Meio Ambiente e da Amazônia Legal
- 1995 bis 1999: Ministério do Meio Ambiente, dos Recursos Hídricos e da Amazônia Legal
- ab Januar 1999: Ministério do Meio Ambiente

## Militärdiktatur (Fünfte Republik)
| Nr. | Name                   | Beginn | Ende | Anmerkungen Porträt | Regierung von            |
| --- | ---------------------- | ------ | ---- | ------------------- | ------------------------ |
| 001 | Paulo Nogueira Neto    | 1973   | 1974 |                     | Emílio Garrastazu Médici |
| 00  | Paulo Nogueira Neto    | 1974   | 1979 |                     | Ernesto Geisel           |
| 00  | Paulo Nogueira Neto    | 1979   | 1985 |                     | João Figueiredo          |
| 002 | Roberto Messias Franco | 1985   | 1985 |                     | João Figueiredo          |

## Nova República (Sechste Republik) seit 1985
| Nr. | Name                                | Beginn        | Ende          | Anmerkungen Porträt | Regierung von             |
| --- | ----------------------------------- | ------------- | ------------- | ------------------- | ------------------------- |
| 003 | Flávio Rios Peixoto Da Silveira     | 15. März 1985 | 14. Feb. 1986 |                     | José Sarney               |
| 004 | Deni Lineu Schwartz interim         | 14. Feb. 1986 | 23. Okt. 1987 |                     | José Sarney               |
| 005 | Prisco Viana                        | 23. Okt. 1987 | 5. Sep. 1988  |                     | José Sarney               |
| 006 | Ben-hur Luttembarck Batalha         | 1988          | 1989          |                     | José Sarney               |
| 007 | José Lutzenberger                   | 15. März 1990 | 23. März 1992 |                     | Fernando Collor de Mello  |
| 008 | José Goldemberg interim             | 23. März 1992 | 14. Juli 1992 |                     | Fernando Collor de Mello  |
| 009 | Flávio Miragaia Perri               | 14. Juli 1992 | 2. Okt. 1992  |                     | Fernando Collor de Mello  |
| 010 | Fernando Coutinho Jorge             | 19. Okt. 1992 | 16. Sep. 1993 |                     | Itamar Franco             |
| 011 | Rubens Ricupero                     | 16. Sep. 1993 | 5. Apr. 1994  |                     | Itamar Franco             |
| 012 | Henrique Brandão Cavalcanti interim | 5. Apr. 1994  | 1. Jan. 1995  |                     | Itamar Franco             |
| 013 | Gustavo Krause                      | 1. Jan. 1995  | 1. Jan. 1999  |                     | Fernando Henrique Cardoso |
| 014 | José Sarney Filho                   | 1. Jan. 1999  | 5. März 2002  |                     | Fernando Henrique Cardoso |
| 015 | José Carlos Carvalho                | 5. März 2002  | 1. Jan. 2003  |                     | Fernando Henrique Cardoso |
| 016 | Marina Silva                        | 1. Jan. 2003  | 15. Mai 2008  |                     | Luiz Inácio Lula da Silva |
| 017 | Carlos Minc Baumfeld                | 27. Mai 2008  | 31. März 2010 |                     | Luiz Inácio Lula da Silva |
| 018 | Izabella Teixeira                   | 1. Apr. 2010  | 31. Dez. 2010 |                     | Luiz Inácio Lula da Silva |
| 018 | Izabella Teixeira                   | 1. Jan. 2011  | 12. Mai 2016  | Dilma Rousseff      |                           |
| 019 | José Sarney Filho                   | 12. Mai 2016  | 6. Apr. 2018  |                     | Michel Temer              |
| 020 | Edson Duarte interim                | 6. Apr. 2018  | 31. Dez. 2018 |                     | Michel Temer              |
| 021 | Ricardo de Aquino Salles            | 1. Jan. 2019  | 23. Juni 2021 |                     | Jair Bolsonaro            |
| 021 | Joaquim Alvaro Pereira Leite        | 23. Juni 2021 | amtierend     |                     | Jair Bolsonaro            |